# John McEwen Dalziel
John McEwen Dalziel ou John McEwan Dalziel (né le 16 mai 1872 à Nagpur, Inde, et mort le 21 février 1948 à Chiswick) est un médecin, explorateur et botaniste britannique.

## Biographie
Il travaille comme médecin en Chine (1895-1902), puis au service médical d'Afrique occidentale. Il occupe ensuite des fonctions de fonctionnaire commissaire aux forêts de 1905 à 1922, puis rentre en Angleterre, où il travaille à Kew Gardens. Il participe à des expéditions financées par le philanthrope américain Allison Vincent Armour (1925-1927).

## Publications
- Flora of West Tropical Africa, avec John Hutchinson & Arthur Hugh Garfit Alston, Londres, Secretary of State for the Colonies, 1927 (rééd. 1954[3].)